# Zimbabwe (chanson)
Pour les articles homonymes, voir Zimbabwe (homonymie).
Singles de Bob Marley & The Wailers
Survival
(1979) Could You Be Loved
(1980)
"Zimbabwe" est une chanson de Bob Marley & The Wailers. Le titre a été publié le 2 octobre 1979 dans l'album Survival.

## Un titre militant
Marley a écrit ce titre en soutien aux guérillas noires communistes combattant le gouvernement de Rhodésie du Sud durant la guerre du Bush. Peu de temps après la victoire et l'ascension au pouvoir de Robert Mugabe dans le pays renommé Zimbabwe, Marley fut invité à jouer lors des festivités célébrant l'accession à la souveraineté nationale du dernier pays colonisé d'Afrique à Salisbury, le 18 avril 1980. Dans le stade Rufaro rassemblant plus de 35 000 personnes, Bob Marley et son groupe se produisirent devant des représentants de 100 pays, dont le prince Charles de Galles, le président zambien Kenneth Kaunda et le Premier ministre indien Indira Gandhi.
"Zimbabwe" est le seul titre de l'album Survival qui ait été régulièrement joué par Marley lors de sa dernière tournée (Uprising Tour) en 1980.

## Reprises
- En 2006, l'édition deluxe de l'album éponyme du groupe Sublime comporte une reprise acoustique de "Zimbabwe" interprétée par Bradley Nowell.
- En 2007, le groupe portoricain Cultura Profética (es) a repris la chanson en espagnol, dans son album Tribute to the Legend : Bob Marley. Le thème de la libération territoriale évoqué par la chanson de Marley avait déjà inspiré le groupe portoricain en 2002, avec le titre "Bieke", pour dénoncer la présence de l'armée américaine sur l'île de Vieques.
- En 2015, le chanteur ivoirien Tiken Jah Fakoly a repris le titre dans son album Racines.